# ぷち★ブレイク
『MUSIC BRUNCH ぷち★ブレイク』（ミュージックブランチ ぷちブレイク）は、2005年10月3日から2009年3月27日まで山形放送（YBCテレビ）で月曜から金曜9:55 - 10:20に放送されていた情報番組。

## 概要
この枠ではかつて日本テレビ系列のワイドショー『ザ!情報ツウ』が編成されていたが、キー局の日テレが視聴率不振のために枠を縮小し、縮小分を『なるトモ!』や各ネット局のローカル編成に当てた。それに伴い、YBCテレビも自社製作であるこの番組をスタートさせた。
YBCラジオの『ミュージックブランチ』との同時放送を軸にしていたが、『ザ!情報ツウ』の後番組である『スッキリ!!』の枠拡大によって2009年3月27日に終了した。

## キャスター
- 門田和弘（YBCアナウンサー） - 月曜から木曜を担当。佐伯の降板後は金曜も担当。
- 佐伯敏光（YBCアナウンサー） - 金曜を担当。2008年3月28日まで出演。

## 主なコーナー
- ヘッドラインニュース
- きょうのおすすめ番組&きょうの『ピヨ卵ワイド430』（金曜日は『夢未来・やまがたサンデー5』）予告編
- ミュージックブランチTV - 10時の時報直後からYBCラジオとの同時放送を実施。曲を流している時には、その曲をBGMに天気予報を流していた。2曲目の途中でCMに入って終了（ラジオでは引き続き番組進行）。
- ONLINE SHOPPING ぷにゅ★ギャザ - 長澤紗希子（当時YBCアナウンサー）が担当していた通販コーナー。
- 料理得モリ元気モリ - 前週の『ピヨ卵ワイド430』からの撮って出し。
- やまがた東西南北 - 2008年4月に『YBCストレイトニュース』から移転してきたコーナー。後に『YBC社説放送』へ移転。

台風接近時などには、それに関する最新情報を伝えていた。

## 駅伝中継時には番組休止
毎年4月下旬にYBCラジオで「山形県縦断駅伝競走」（山形新聞社主催）の中継が行われるが、その際には親番組の『ミュージックブランチ』は放送休止になる。それに合わせてこの番組も放送休止となり、代わりに別番組が放送されていた。